# Apatetorides variabilis
Apatetorides variabilis är en stekelart som först beskrevs av Heinrich 1938.  Apatetorides variabilis ingår i släktet Apatetorides och familjen brokparasitsteklar. Inga underarter finns listade i Catalogue of Life.